# بريجيت دي كوزين

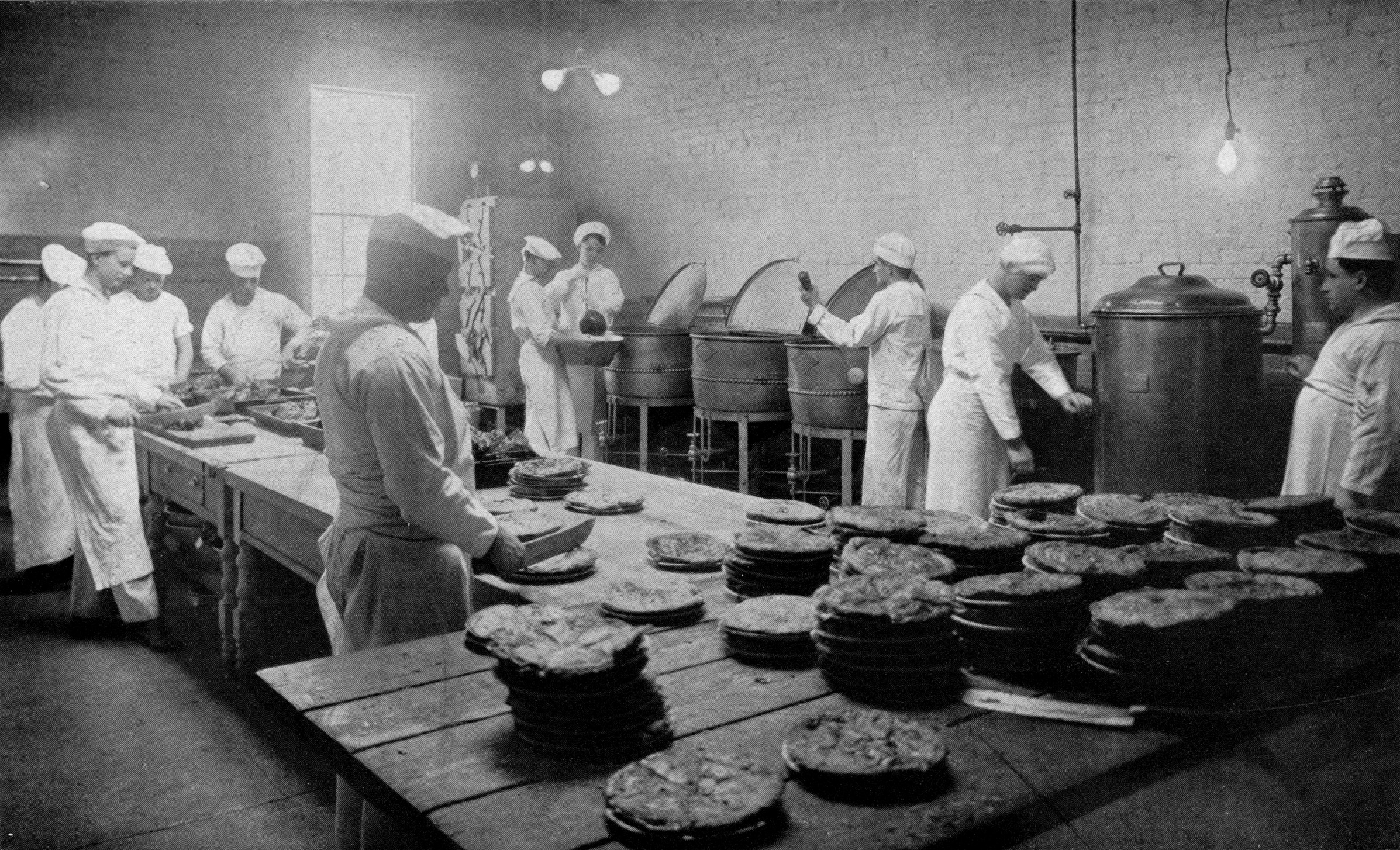

بريجيت دي كوزين (بالفرنسية:(English: kitchen brigade) ) وتعني حرفيا ألوية المطبخ، هو نظام وظيفي يستخدم في المطبخ بحيث تعتمد مسؤولية العمل على الموقع في السلم الوظيفي والخبرة. أنشئ هذا النظام على يد الطاهي الفرنسي أوغسطين أوسكوفير الذي عمل على تنظيم المطبخ بطريقة أشبه للعسكرية. 

## درجات السلم
| الدرجة                                  | بالفرنسية                                         | عن |
| --------------------------------------- | ------------------------------------------------- | --- |
| الطاهي التنفيذي                         | Chef de Cuisine                                   | هذا مركز إداري تنفيذي. يكون مسؤولا عن عدة مطابخ كما يعد مسؤولا عن الإدارة الناجحة وتنسيق الطعام لعدة مطاعم. يمضي الطاهي التنفيذي عمله وقتا كبيرا من عمله في معالجة مواضيع كتحسين الربح، المساعدة في المبيعات والتسويق، تنسيق الاتصالات وضمان أن الموظفين تم تدريبهم جيدا. كما يقوم بتحضير الميزانية السنوية وتوقعات المبيعات والتكاليف لجميع المطابخ.                             |
| طاهي تنفيذي مساعد                       | Sous Chef de Cuisine أو executive Sous chef       | يساعد الطاهي التنفيذي في إدارة المسؤوليات العامة لعمليات مطاعم متعددة. لدى هذا يدير هذا الطاهي عدد من الطهاة الرئيسين كما لديه مساعد ورؤساء أقسام كما لديه بعض الأعمال الإدارية مثل الجداول (ومثال عليها أوقات دوام وعطل الموظفين والي يعد أسبوعيا) وطلبيات الطعام وتسهيل التواصل بين الأقسام. في غياب الطاهي التنفيذي يحل الطاهي التنفيذي المساعد مكانه ويتخذ القرارات بدلا عنه. |
| الطاهي الرئيسي أو طاهي القسم            | Chef de Partie                                    | هو المسؤول عن قسم معين مثل الساخن أو السلطة أو المقبلات الباردة أو الساخنة. يكون هذا الطاهي المدير الأصغر ويكون مسؤولا عن شخص واحد على الأقل. |
| طباخ أو حديثا يسمون نائب الطاهي الرئيسي | Cuisinier أو حديثا يسمون Demi chef Chef de partie | هو مساعد الطاهي الرئيسي والذي تقع عليه مسؤولية إدارة القسم عند غياب رئيسه. |
| الطاهي المبتدئ                          | Commis                                            | هي الرتبة الأقل في الهرم. هو طاه لا خبرة له ويجب أن يراقب بدقة من قبل طاهي القسم. |
| متدرب                                   | Apprentice                                        | هم القادمون الجدد لعالم الطبخ وهم لا يملكون خبرة بتاتا أو خلفية ويجب أن تتم مراقبتهم وتعليمهم. |